# كأس سويسرا 1999–2000
كأس سويسرا 1999–2000 هو الموسم 75 من كأس سويسرا. أقيم خلال الفترة 7 أغسطس 1999 وحتى 28 مايو 2000، وأشرف على تنظيمه اتحاد سويسرا لكرة القدم، وفاز فيه نادي زيورخ.